# يفغيني روغوف
ايفغيني روغوف ((بالروسية: Евгений Александрович Рогов)‏ لاعب كرة قدم ومدرب روسي. ولد في 8 أبريل 1929 في تشيليابنسك وتوفي في 6 يوليو 1996 في موسكو)

## المشوار الرياضي
لعب في فريق موسكو للقوة العسكرية الجوية وكذا لوكوموتيف موسكو.
درب لاحقا نادي لوكوموتيف موسكو ومنتخبي جمهورية أفريقيا الوسطى
والجزائر.

## روابط خارجية
- (بالروسية) Profile
- يفغيني روغوف على موقع قاعدة بيانات كرة القدم.إي يو (الإنجليزية)